# Печери Албанії
Гірські масиви Албанії є північним продовженням Родоп. Відомі декілька великих печер (Кориця, 3000 м; Междоранет, 2000 м; Пірогоші, 1500 м) .